# Liste der Gebietsänderungen in Mecklenburg-Vorpommern ab 2015
Die Liste der Gebietsänderungen in Mecklenburg-Vorpommern ab 2015 enthält wichtige Änderungen der Gemeindegebiete des Landes Mecklenburg-Vorpommern in der Zeit ab dem 1. Januar 2015. Dazu zählen unter anderem Zusammenschlüsse und Trennungen von Gemeinden, Eingliederungen von Gemeinden in eine andere, Änderungen des Gemeindenamens und größere Umgliederungen von Teilen einer Gemeinde in eine andere.

## Legende
- Datum: juristisches Wirkungsdatum der Gebietsänderung
- Gemeinde vor der Änderung: Gemeinde vor der Gebietsänderung
- Maßnahme: Art der Änderung
- Gemeinde nach der Änderung: Gemeinde nach der Gebietsänderung
- Landkreis: Landkreis der Gemeinde nach der Gebietsänderung

Die Sortierung erfolgt chronologisch: Datum, kreisfreie Städte, Landkreise, aufnehmende oder neu gebildete Gemeinde. Heute noch bestehende Gemeinden sind farbig unterlegt.

## Liste
| Datum      | Gemeinde vor der Änderung              | Maßnahme        | Gemeinde nach der Änderung | Landkreis                   |
| ---------- | -------------------------------------- | --------------- | -------------------------- | --------------------------- |
| 01.01.2015 | Neu Gaarz                              | Eingliederung   | Jabel                      | Mecklenburgische Seenplatte |
| 01.01.2015 | Mildenitz                              | Eingliederung   | Woldegk                    | Mecklenburgische Seenplatte |
| 01.01.2016 | Steesow                                | Eingliederung   | Grabow                     | Ludwigslust-Parchim         |
| 01.01.2016 | Langen Jarchow Zahrensdorf             | Zusammenschluss | Kloster Tempzin            | Ludwigslust-Parchim         |
| 01.01.2018 | Klein Kussewitz                        | Eingliederung   | Bentwisch                  | Rostock                     |
| 01.01.2018 | Gager Middelhagen Thiessow             | Zusammenschluss | Mönchgut                   | Vorpommern-Rügen            |
| 01.01.2019 | Marnitz Suckow Tessenow                | Zusammenschluss | Ruhner Berge               | Ludwigslust-Parchim         |
| 01.01.2019 | Duckow                                 | Eingliederung   | Malchin                    | Mecklenburgische Seenplatte |
| 01.01.2019 | Lockwisch                              | Eingliederung   | Schönberg                  | Nordwestmecklenburg         |
| 01.01.2019 | Plüschow                               | Eingliederung   | Upahl                      | Nordwestmecklenburg         |
| 26.05.2019 | Leussow                                | Eingliederung   | Göhlen                     | Ludwigslust-Parchim         |
| 26.05.2019 | Gischow                                | Eingliederung   | Lübz                       | Ludwigslust-Parchim         |
| 26.05.2019 | Setzin Toddin                          | Zusammenschluss | Toddin                     | Ludwigslust-Parchim         |
| 26.05.2019 | Grabow-Below Massow Wredenhagen Zepkow | Zusammenschluss | Eldetal                    | Mecklenburgische Seenplatte |
| 26.05.2019 | Genzkow                                | Eingliederung   | Friedland                  | Mecklenburgische Seenplatte |
| 26.05.2019 | Varchentin                             | Eingliederung   | Groß Plasten               | Mecklenburgische Seenplatte |
| 26.05.2019 | Ludorf Vipperow                        | Zusammenschluss | Südmüritz                  | Mecklenburgische Seenplatte |
| 26.05.2019 | Petersdorf                             | Eingliederung   | Woldegk                    | Mecklenburgische Seenplatte |
| 26.05.2019 | Groß Siemz Niendorf                    | Zusammenschluss | Siemz-Niendorf             | Nordwestmecklenburg         |
| 26.05.2019 | Kirch Mulsow                           | Eingliederung   | Carinerland                | Rostock                     |
| 26.05.2019 | Diekhof                                | Eingliederung   | Laage                      | Rostock                     |
| 26.05.2019 | Boddin Lühburg                         | Eingliederung   | Walkendorf                 | Rostock                     |
| 26.05.2019 | Karlsburg Lühmannsdorf                 | Zusammenschluss | Karlsburg                  | Vorpommern-Greifswald       |
| 26.05.2019 | Diedrichshagen                         | Eingliederung   | Weitenhagen                | Vorpommern-Greifswald       |
| 26.05.2019 | Kummerow Neu Bartelshagen              | Eingliederung   | Niepars                    | Vorpommern-Rügen            |
| 01.01.2024 | Penkow                                 | Eingliederung   | Göhren-Lebbin              | Mecklenburgische Seenplatte |
| 09.06.2024 | Breest                                 | Eingliederung   | Bartow                     | Mecklenburgische Seenplatte |